# Le Mesnil-Gilbert
Le Mesnil-Gilbert – miejscowość i gmina we Francji, w regionie Normandia, w departamencie Manche.
Według danych na rok 1990 gminę zamieszkiwały 184 osoby, a gęstość zaludnienia wynosiła 23 osoby/km² (wśród 1815 gmin Dolnej Normandii Le Mesnil-Gilbert plasuje się na 702. miejscu pod względem liczby ludności, natomiast pod względem powierzchni na miejscu 648.).